# Persoane fără adăpost în Franța

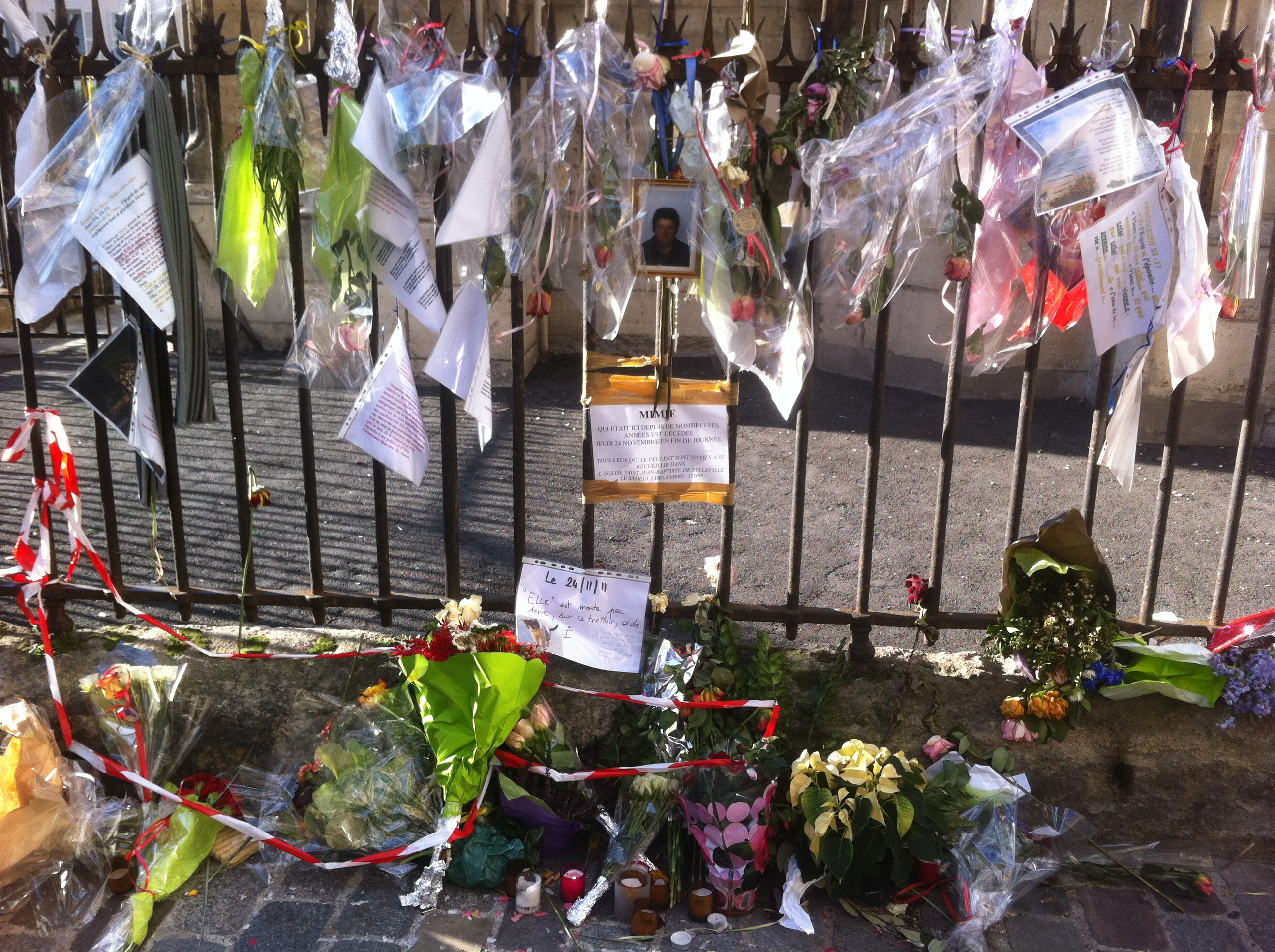
Comemorarea spontană a morții unei femei fără adăpost, Paris, noiembrie 2011.

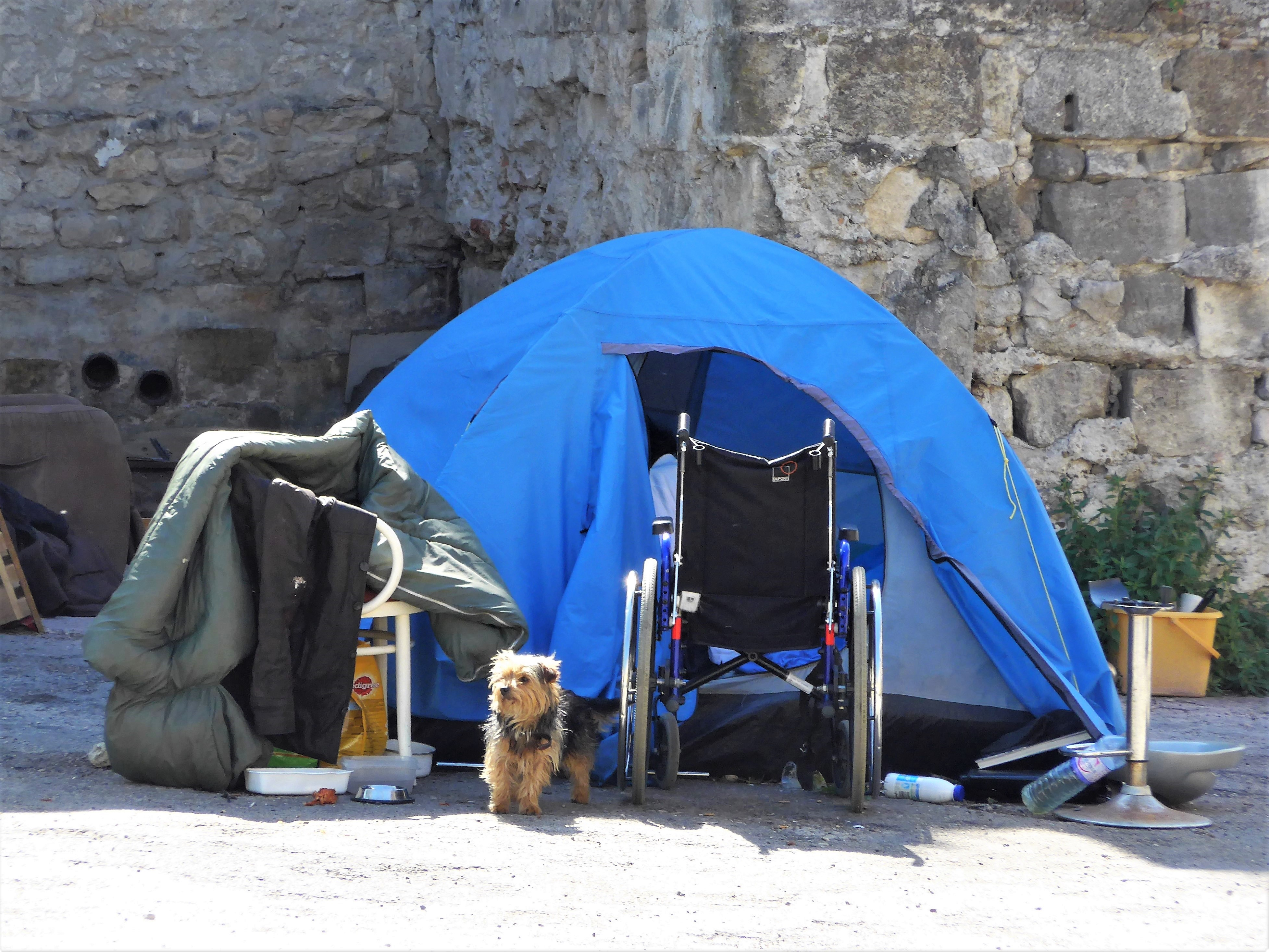
Coviltirul, cățelul și căruciorul unei persoane fără adăpost din sudul Franței, 2018.

Existența persoanelor fără adăpost în Franța este o problemă socială semnificativă, care se estimează că afectează aproximativ 300.000 de persoane - un număr care s-a dublat pe parcursul unui deceniu (141.500 în 2012) și s-a triplat pe parcursul a două decenii (93.000 în 2001). Aproximativ 185.000 de persoane locuiesc în prezent în locuri improvizate, aproximativ 100.000 sunt în locuințe temporare pentru persoanele care solicită azil și 16.000 locuiesc în mahalale.
Un studiu asupra persoanelor fără adăpost din Paris a constatat că persoanele fără adăpost au un grad ridicat de apropiere socială de alte persoane care trăiesc în condiții de sărăcie. Iar termenii din mass-media folosiți pentru a descrie lipsa de adăpost sunt formați în jurul sărăciei și vagabondajului.
Unii cercetători susțin că o politică Housing First nu ar rezolva problema lipsei de adăpost în Franța.
Unii cercetători susțin că restructurarea industrială din Franța a dus la pierderea unor locuri de muncă în rândul lucrătorilor, ale căror competențe nu s-au transferat cu ușurință în alte sectoare de muncă, ceea ce a dus, la rândul său, la o creștere a persoanelor fără adăpost.
Existența copiilor fără adăpost din Franța nu este un fenomen nou. Scriitorul Emile Zola a scris despre copiii fără adăpost de la sfârșitul secolului al XIX-lea. Filmul Hiver 54, l'abbé Pierre din anul 1989 a omagiat efortul lui Abbé Pierre în favoarea oamenilor străzii în timpul  gerului din iarna anului 1954.
Numărul de urgență persoane fără adăpost din Franța este 115.

## Răspunsuri
- Legea franceză îi împiedică pe proprietari să-și evacueze chiriașii în lunile de iarnă[1].
- Foyerele(locuințe temporare) au apărut în Franța în timpul Primului Război Mondial pentru a oferi soldaților un loc unde să mănânce și să doarmă. După război, foaierele au fost folosite pentru a oferi cazare pentru oameni prin țară care căutau de lucru. Se crede că serviciul a redus numărul tinerilor șomeri fără adăpost[11].
- Robert a cerut crearea unui fond public special de aproximativ 200 de milioane de euro pentru a ajuta oamenii să plătească chiria și facturile. El dorește și „soluții pe termen lung pentru locuințe”, îndemnând autoritățile să construiască 150.000 de apartamente subvenționate[1].
- În 2015, echipele mobile ale Crucii Roșii Franceze au finalizat 11.000 de runde de misiuni stradale, care au implicat 200.000 de întâlniri cu 72.000 de persoane diferite[12].

## Statistici
- În 2018, 566 de persoane fără adăpost au murit la nivel național. Peste 100 dintre acestea au fost doar la Paris[13].
- Numai regiunea mare Paris reprezintă 44% dintre persoanele fără adăpost[14].
- 38% dintre persoanele fără adăpost sunt femei[14].
- Majoritatea persoanelor fără adăpost trăiesc singure (62% sunt singure și fără copii)[14].
- 55% s-au născut în afara Franței. Persoanele din acest grup sunt mai des însoțite de copii (23.700 din cei 30.700 de copii numărați)[14].